# AZUR ejr
Azur Air (ros. Общество с ограниченной ответственностью «АЗУР эйр», do 6 listopada 2015 – „KATEKAWIA”, ros. ООО „КАТЭКАВИА”, marka w jęz. angielskim Azur Air) – rosyjskie linie lotnicze z siedzibą w Krasnojarsku i głównymi portami bazowania w porcie lotniczym Jemieljanowo, porcie lotniczym Wnukowo i w porcie lotniczym Domodiedowo, realizujące lokalne połączenia lotnicze.

## Flota
Według stanu na listopad 2024 flota Azur Air składała się z 16 samolotów pasażerskich o średnim wieku 27,7 lat:

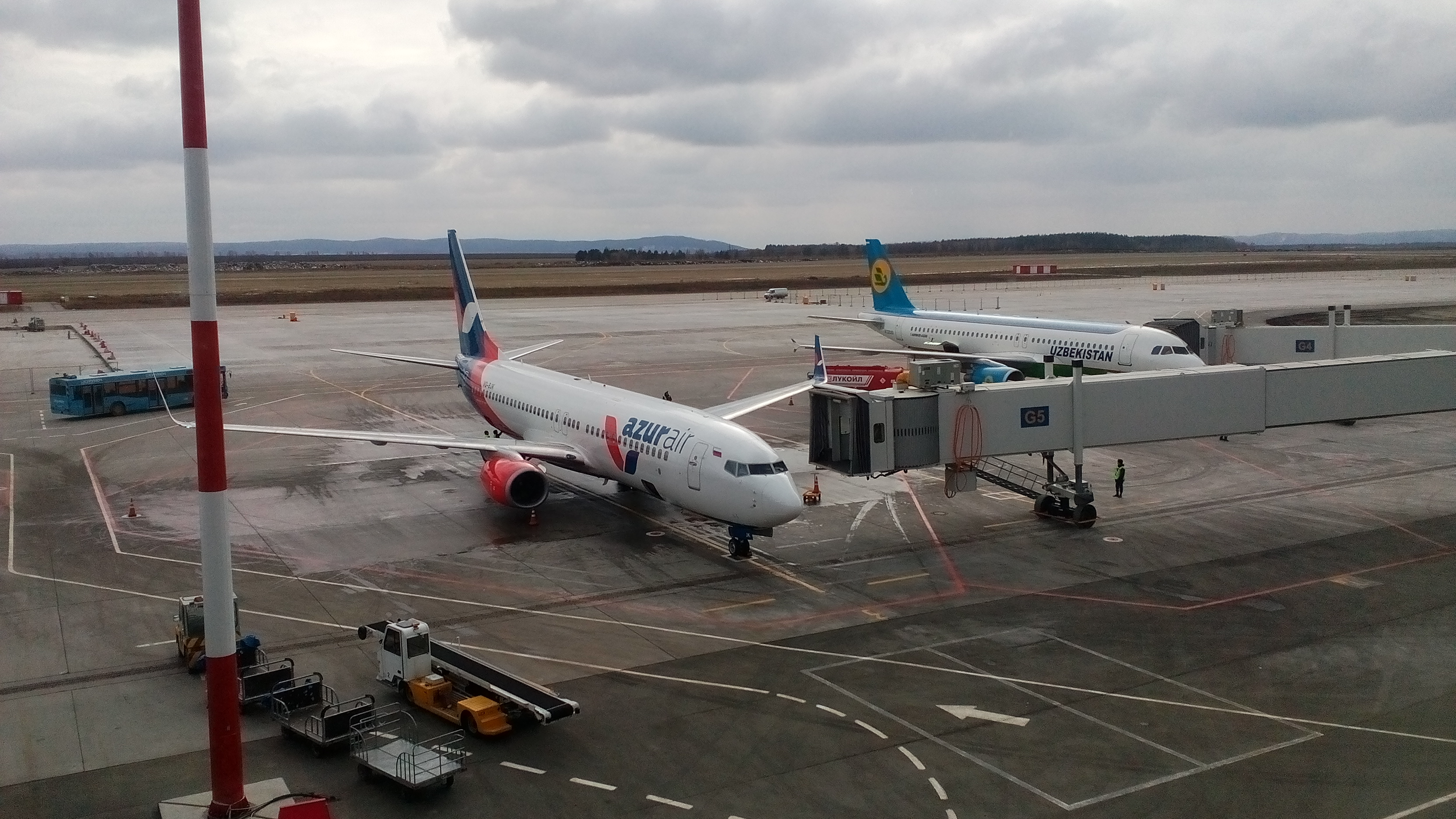
Samolot linii lotniczych Azur Air

| Samolot          | Samolot | Samolot   | Liczba miejsc | Uwagi |
| Model            | Aktywne | Zamówione | Liczba miejsc | Uwagi |
| ---------------- | ------- | --------- | ------------- | ----- |
| Boeing 757-200   | 9       | -         | 238           |       |
| Boeing 767-300   | 6       | -         | 336           |       |
| Boeing 777-300ER | 1       | -         | 531           |       |
| Łącznie          | 16      | 0         |               |       |